# Cosme Saavedra
Cosme Saavedra (* 27. September 1901 in Godoy Cruz (Stadt); † 3. Juli 1967 in Buenos Aires) war ein argentinischer Radrennfahrer und nationaler Meister im Radsport.

## Sportliche Laufbahn
Saavedra war im Bahnradsport und im Straßenradsport aktiv. Er war Teilnehmer der Olympischen Sommerspiele 1924 in Paris. Im olympischen Straßenrennen kam er beim Sieg von Armand Blanchonnet als 30. ins Ziel. Die argentinische Mannschaft kam mit Saavedra, Luis de Meyer, José Zampicchiatti und Julio Emilio Polet in der Mannschaftswertung auf den 9. Rang. Er startete auch bei den Wettbewerben im Bahnradsport. Im Punktefahren  schied er beim Sieg von Ko Willems aus.
Bei den Olympischen Sommerspielen 1928 in Amsterdam gehörte er erneut zur Mannschaft Argentiniens. Im olympischen Straßenrennen wurde er beim Sieg von Henry Hansen als 15. klassiert. Die argentinische Mannschaft kam mit Saavedra, Luis de Meyer, Francisco Bonvehi und José López in der Mannschaftswertung auf den 8. Rang.
1926 gewann er die nationale Meisterschaft im Straßenrennen. Den Titel konnte er auch 1931 und 1933 gewinnen. 1924, 1925 und 1927 bis 1930 siegte er im Rennen Clásica del Oeste-Doble Bragado in seiner Heimat.

## Familiäres
Sein Bruder Remigio Saavedra war ebenfalls Radrennfahrer.